# Parafia św. Jadwigi Śląskiej w Będzinie
Parafia Świętej Jadwigi Śląskiej w Będzinie – rzymskokatolicka parafia, położona w dekanacie będzińskim – św. Jana Pawła II, diecezji sosnowieckiej, metropolii częstochowskiej w Polsce. Utworzona w 1985 roku w dzielnicy Gzichów. Obsługiwana jest przez księży diecezjalnych.
Początkiem parafii rzymskokatolickiej na wznoszonym osiedlu Zamkowym był punkt duszpastersko-katechetyczny pod opieką wikariusza z parafii Św. Trójcy – ks. kan. Mieczysława Miarki. Ustanowiony został decyzją ordynariusza częstochowskiego, ks. dr. Stefana Bareły 29 września 1982 r. Początkowo punkt zajmował pomieszczenie garażowe państwa Senderów przy ul. Astrów 3. 22 sierpnia 1983 r. biskup ordynariusz ustanowił wikariat terenowy pw. św. Jadwigi Śląskiej, na czele którego stanął ks. Mieczysław Miarka. Wikariat mieścił się w nowym budynku państwa Manterysów. 16 października 1983 r. ks. prałat Leopold Szweblik poświęcił kaplicę (65 m kw.). Dekretem z 19 stycznia 1985 r. biskup ordynariusz ks. dr Stanisław Nowak wikariat ustanowił parafią. Teren parafii został znacznie powiększony i objął ok. 6 tys. mieszkańców. Proboszczem mianowany został ks. Mieczysław Miarka.
19 sierpnia 1986 r. parafia otrzymała zezwolenie na budowę kościoła, a 4 września rozpoczęto prace budowlane (plac pod budowę poświęcił 16 października biskup). W 1987 r. zbudowano barak służący za tymczasową kaplicę oraz mieszkanie dla księży. Kamień węgielny pod kościół wmurował sufragan częstochowski,  ks. dr Tadeusz Szwagrzyk 16 października 1988 r. 16 października 1992 r. biskup sosnowiecki Adam Śmigielski SDB odprawił pierwsze nabożeństwo w nowym kościele. Wreszcie 16 października 2000 r. konsekrowano świątynię. Kościół projektował (podobnie jak całe osiedle Zamkowe) mgr inż. architekt Ryszard Duda z Politechniki Śląskiej. 
W 1993 r. rozpoczęto budowę domu parafialnego (poświęcony 9 maja 2010).
Parafia liczy ok. 7,4 tys. osób. Na terenie parafii od 2 marca 1997 r. prowadzi działalność oddział Akcji Katolickiej. Odpust – 16 października – w dniu wspomnienia św. Jadwigi Śląskiej.
Ks. Mieczysław Miarka w czerwcu 2008 r. otrzymał od Stolicy Apostolskiej tytuł prałata (Kapelan Jego Świątobliwości). W 2009 r. dekretem bp. Grzegorza Kaszaka ustanowiony został jednym z trzech egzorcystów diecezji sosnowieckiej. 25 lipca 2010 r. objął urząd proboszcza parafii św. Andrzeja Apostoła w Olkuszu. 1 sierpnia 2010 r. proboszczem (uroczyste wprowadzenie) został ks. kan. Józef Stemplewski. Od 1 sierpnia 2024 roku nowym administratorem został ks. Mariusz Olejnik.